# CPT-symmetrie
CPT-symmetrie is een combinatie van CP-symmetrie en T-symmetrie. Het komt er dus op neer, dat fysische wetten dezelfde blijven, als alle ladingen door tegengestelde vervangen worden (ladingconjugatie), alle dimensies gespiegeld worden (pariteitsymmetrie) en de tijd omgekeerd wordt.
Tot nu toe is geen schending van CPT-symmetrie gevonden. Er is wel schending van CP-symmetrie gevonden in de zwakke wisselwerking met name bètaverval. Als CP-symmetrie geschonden wordt en CPT-symmetrie niet, dan moet T-symmetrie ook geschonden worden. Als de T-symmetrie geschonden wordt, dan betekent dat, dat de fysica niet symmetrisch is in de tijd.